# Rhabdomastix caparaoensis
Rhabdomastix caparaoensis är en tvåvingeart som beskrevs av Alexander 1944. Rhabdomastix caparaoensis ingår i släktet Rhabdomastix och familjen småharkrankar. Inga underarter finns listade i Catalogue of Life.